# Бівер-Брук (Вісконсин)
Бівер-Брук (англ. Beaver Brook) — місто (англ. town) в США, в окрузі Вошберн штату Вісконсин. Населення — 795 осіб (2020).

## Демографія
Згідно з переписом 2010 року, у місті мешкало 713 осіб у 300 домогосподарствах у складі 214 родин. Було 350 помешкань
Расовий склад населення:
| - 95,1 % — білих - 2,2 % — корінних американців - 1,0 % — азіатів - 0,3 % — чорних або афроамериканців - 0,1 % — вихідців з тихоокеанських островів |

До двох чи більше рас належало 0,8 %. Частка іспаномовних становила 1,8 % від усіх жителів.
За віковим діапазоном населення розподілялося таким чином: 23,0 % — особи молодші 18 років, 59,2 % — особи у віці 18—64 років, 17,8 % — особи у віці 65 років та старші. Медіана віку мешканця становила 46,1 року. На 100 осіб жіночої статі у місті припадало 107,3 чоловіків;  на 100 жінок у віці від 18 років та старших — 104,1 чоловіків також старших 18 років.
Середній дохід на одне домашнє господарство  становив 65 952 долари США (медіана — 39 886), а середній дохід на одну сім'ю — 76 649 доларів (медіана — 56 250). Медіана доходів становила 48 750 доларів для чоловіків та 32 250 доларів для жінок. За межею бідності перебувало 12,5 % осіб, у тому числі 21,9 % дітей у віці до 18 років та 1,3 % осіб у віці 65 років та старших.
Цивільне працевлаштоване населення становило 308 осіб. Основні галузі зайнятості: освіта, охорона здоров'я та соціальна допомога — 26,9 %, роздрібна торгівля — 14,9 %, виробництво — 14,3 %.